# جرالیا
جرالیا (به ایتالیایی: Graglia) یک کومونه در ایتالیا است که در استان بیه‌لا واقع شده‌است.

## خصوصیات
جرالیا ۲۰٫۳ کیلومترمربع مساحت و ۱٬۶۳۰ نفر جمعیت دارد و ۵۹۶ متر بالاتر از سطح دریا واقع شده‌است.